# 한동근
한동근(1993년 5월 9일~)은 대한민국의 가수로, MBC 위대한 탄생 시즌3의 우승자이다.

## 생애
1993년 5월 9일 경상북도 구미시에서 태어났다. 데뷔하기 전까지는 미국 캘리포니아에서 4년 동안 공부했다. 한동근은 미국 유학 도중 성가대에서 활동하게 되었다. 합창을 하면서 희열을 느꼈고 피아노로 노래를 하기도 했는데 그는 이때의 경험으로 가수를 꿈꾸게 되었다고 말했다. 2014년 8월 데뷔 앨범을 준비하며 앨범에 들어갈 노래를 선정하는 자리에서 그는 《이 소설의 끝을 써보려 해》를 부르게 되었다. 데뷔 곡을 정하기 위해서 시험 삼아 노래를 부르는 자리였던 만큼 힘을 빼고 편안하게 노래했다고 그는 증언했다. 이를 "자연스럽다"며 마음에 들어한 소속사 사장의 권유에 《이 소설의 끝을 써보려 해》는 그 다음 달 발표되었다.
2018년 8월 30일 오후 11시에 서울특별시 서초구 방배동에서 음주운전을 하다가 적발되어 9월 5일에 경찰 조사를 받았다. 자숙 차원에서 모든 활동을 중단했다가, 2019년 11월 대구를 시작으로 전국을 돌며 버스킹을 통해 활동을 재개했다.
2019년 12월 20일 플레디스 엔터테인먼트와 계약 만료 후 결별했으며, 12월 26일에 브랜뉴뮤직으로 이적하였다.
2024년 7월 1일 브랜뉴뮤직과 전속 계약이 종료되어 현재 소속사가 없는 상태이다.

## 음반
정규
- 《Your Diary》 (2017년)

싱글
- 《이 소설의 끝을 다시 써보려 해》 (2014년)
- 《읽지않음》 (2014년)
- 《2015 PLEDIS DUET Project `Parting`》 (with 정아) (2015년)
- 《그대라는 사치》 (2016년)
- 《나를 기다렸나요》 (2019년)

미니
- 《이별할 사람들》 (2017년)

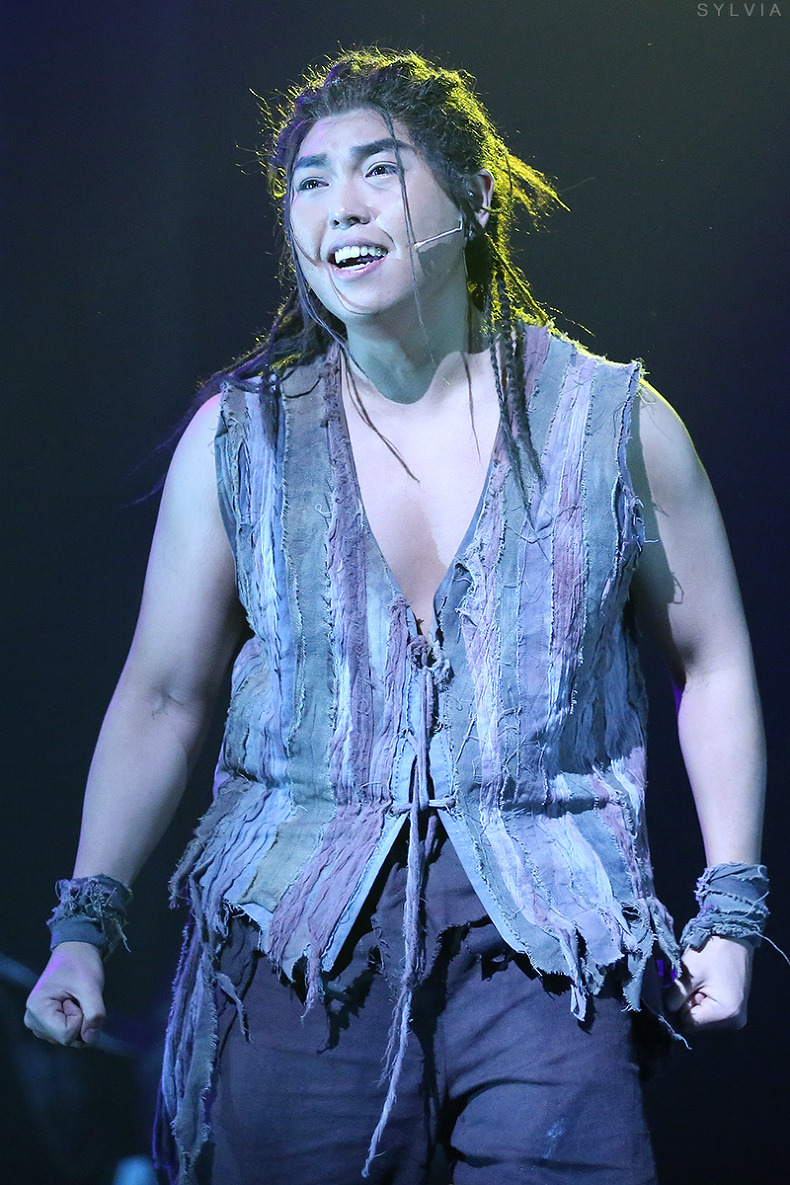
150118 바람과함께사라지다(낮) 커튼콜

- 《재회 : 구름에 가려진 별》 (2020년)

OST
- 《화랑 OST Part 1》 (2016년)
- 《라이브 OST (2018년)

## 가수 외 활동
- 2013년 MBC 스타 오디션 위대한 탄생 3
- 2016년 MBC 미스터리 음악쇼 복면가왕 - 4월 13일에는 투표하세요 (가왕결정전 탈락)
- 2016년 MBC 황금어장 라디오스타
- 2016년 MBC 듀엣가요제
- 2017년 MBC 트로통
- 2018년 MBC 미스터리 음악쇼 복면가왕 - 제79.80.81대 가왕 - 어때요, 노래 참 쉽죠? 밥 로스!
- 2021년 JTBC 싱어게인2 - top26

## 수상
- 2016년 제1회 《아시아 아티스트 어워즈》 라이징 스타상
- 2016년 《MBC 방송연예대상》 뮤직토크쇼부문 남자 신인상[4]
- 2017년 제26회 《하이원 서울가요대상》 올해의 발견상
- 2017년 제6회 《가온 차트 K-POP 어워드》 올해의 발견상

## 사건

### 음주운전 교통사고
2018년 8월 30일 밤 11시경 서울특별시 서초구 방배동 동덕여자고등학교 인근의 한 도로에서 음주운전으로 적발된 사실이 드러났다.
2018년 9월 5일 경찰에서 추가 조사를 받게 되었고, 플레디스엔터테인먼트는 한동근의 활동을 전면 중단한다는 기사를 냈다.